# Diksmuide
Diksmuide (tiếng Pháp: Dixmude) là một thành phố và đô thị thuộc tỉnh Tây Flanders. Đô thị này gồm thành phố Diksmuide và các đô thị cũ Beerst, Esen, Kaaskerke, Keiem, Lampernisse, Leke, Nieuwkapelle, Oostkerke, Oudekapelle, Pervijze, Sint-Jacobs-Kapelle, Stuivekenskerke,  Vladslo và Woumen.

## Cư dân nổi bật
- Maria Doolaeghe, (1803-1884), nhà văn

## Thành phố kết nghĩa
- Ellesmere, Anh quốc
- Ploemeur, Pháp
- Rottach-Egern, Đức
- Finnentrop, Đức